# Škoda-Sanos S 200

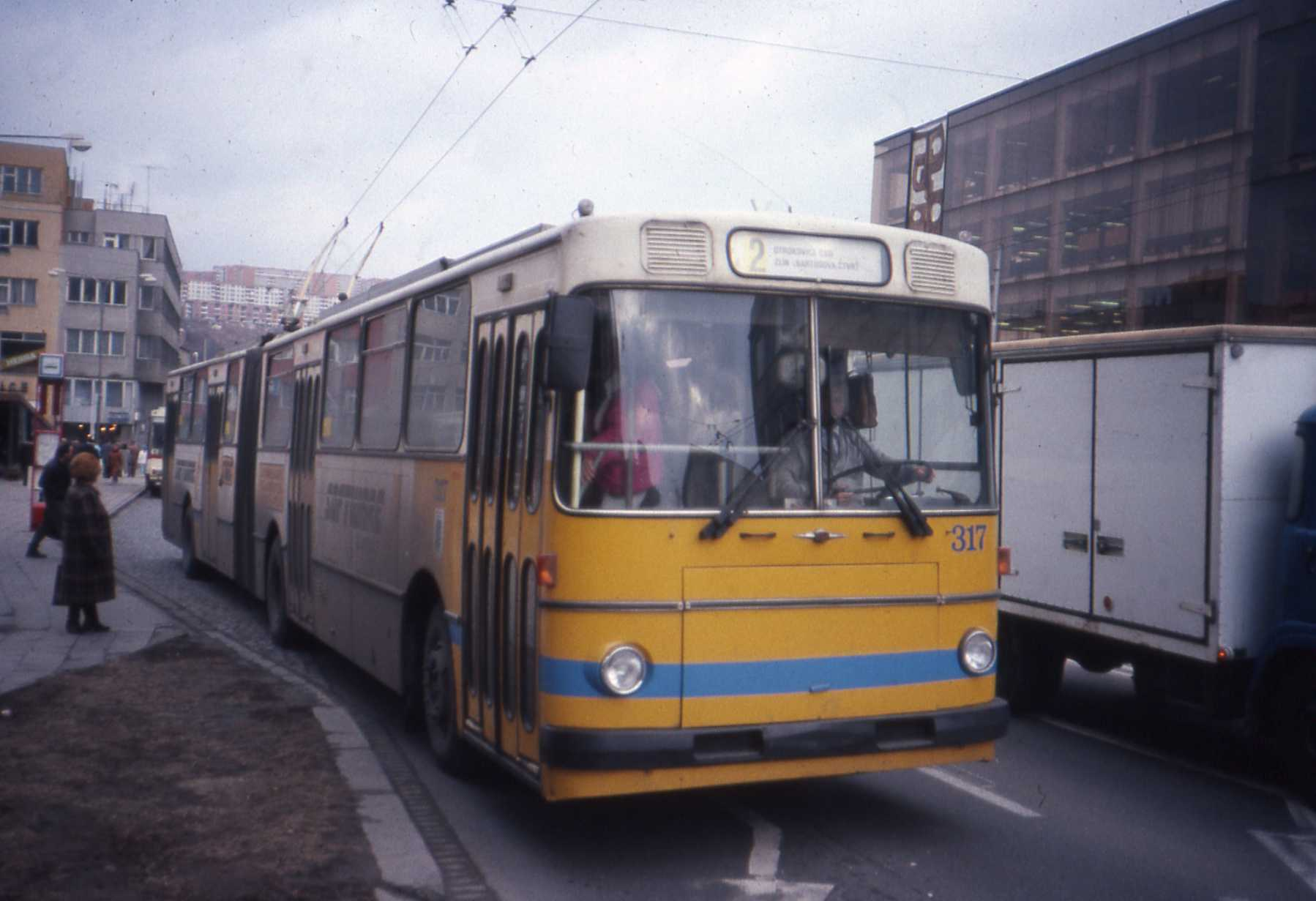
Trolejbus Škoda-Sanos S 200 evidenčního čísla 317 v barvách DSZO v roce 1992

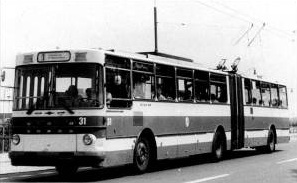
Trolejbus S 200 v provozu v Gottwaldově (1989)

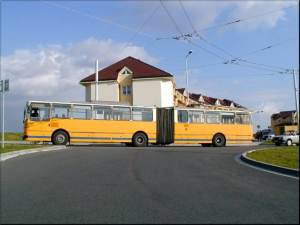
Historický S 200 v Pardubicích (2005)

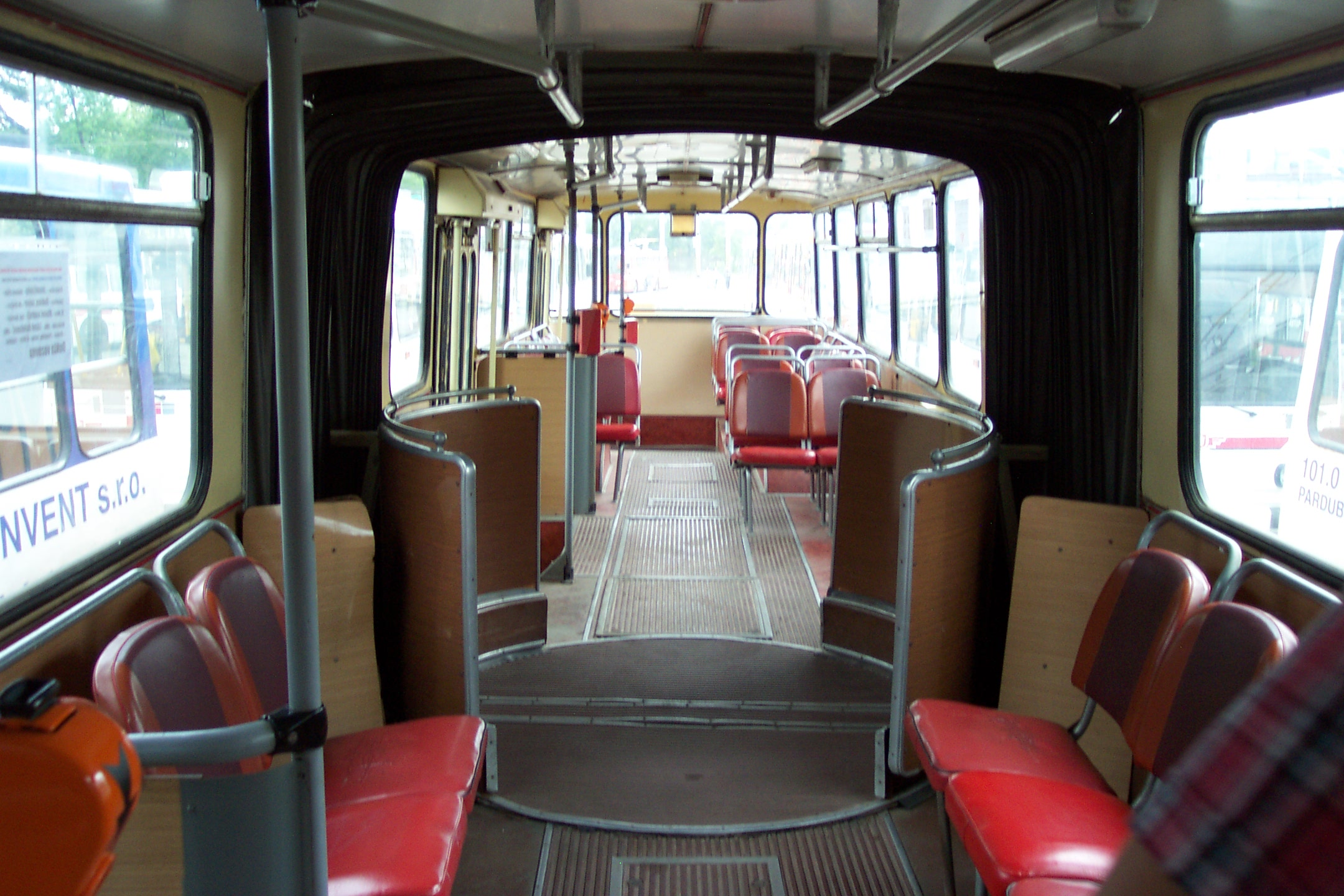
Interiér pardubického historického trolejbusu

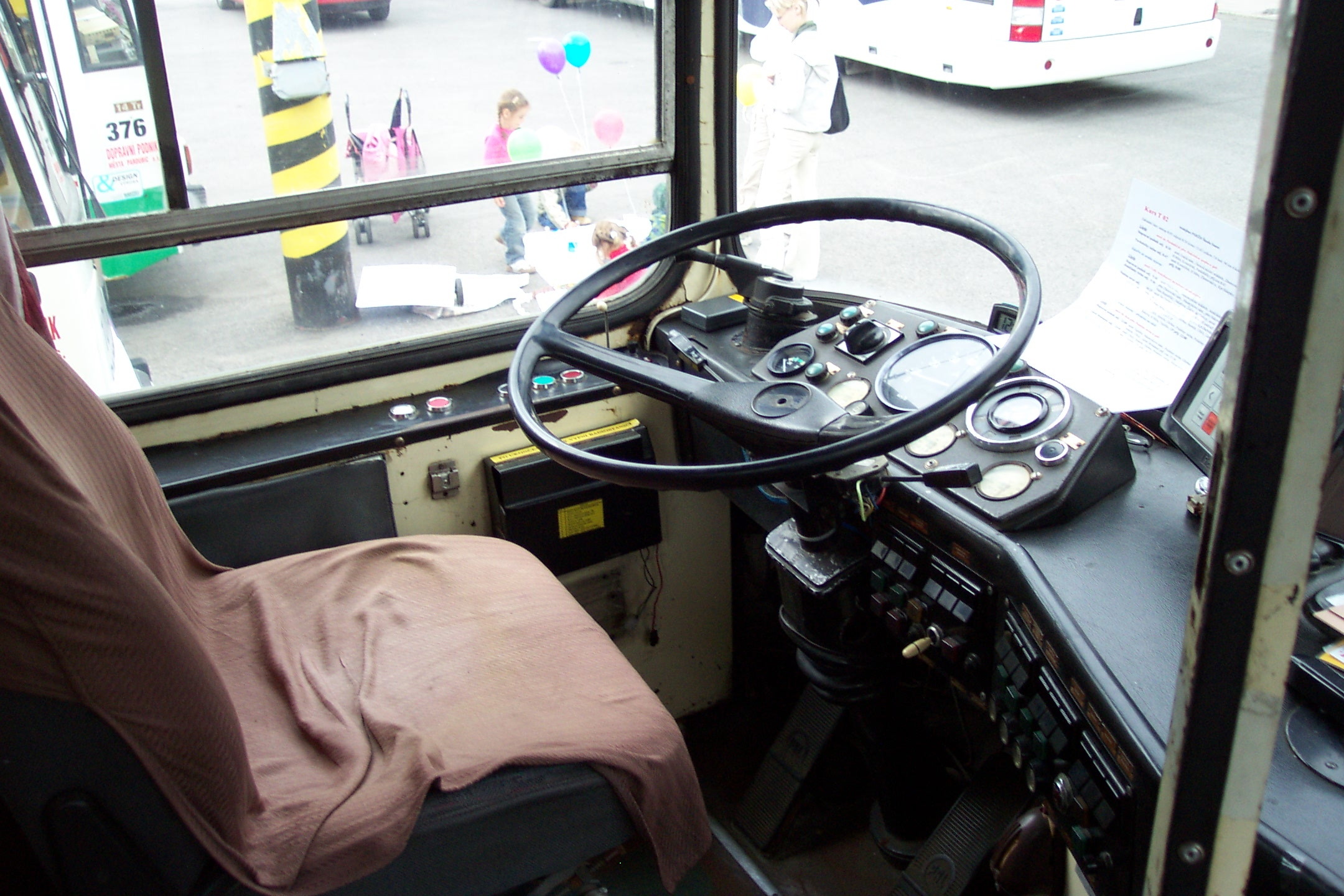
Kabina řidiče pardubického Sanosu S 200

Škoda-Sanos S 200 (též Škoda-Sanos 01, někdy uváděn jako Škoda-Sanos 200Tr) je dvoučlánkový trolejbus, který byl v 80. letech 20. století kooperačně vyráběn československým podnikem Škoda Ostrov a jugoslávskou (respektive makedonskou) společností FAS 11. Oktromvri Skopje.

## Konstrukce
Na přelomu 70. a 80. let vzrůstalo vytížení trolejbusových linek nad únosnou mez. Proto bylo přikročeno k vývoji kloubového trolejbusu, který měl tento problém vyřešit. Protože výroba moderního vozu Škoda 14Tr byla teprve v počátcích a z něho odvozený dvoučlánkový typ Škoda 15Tr byl teprve ve vývoji, bylo rozhodnuto namontovat elektrickou výzbroj do autobusových karoserií. Byl vybrán kloubový autobus FAS 200, který byl vyráběn ve Skopje. Šlo o licenční výrobu autobusu Mercedes-Benz O 317 z konce 50. let, proto měl již na tehdejší dobu archaický vzhled a poměrně vysokou podlahu. Do těchto karoserií byla v Ostrově nad Ohří montována výzbroj Škoda. V roce 1987 byl vyroben i prototyp 12metrového trolejbusu Škoda-Sanos S 115.
Vůz S 200 je třínápravový trolejbus se samonosnou karoserií. Skládá se ze dvou částí, které jsou navzájem spojeny kloubem v podvozkové části a krycím měchem. Kostra vozu je svařená z ocelových profilů a vyztužená proti kroucení. Podlaha, vyrobená z vodovzdorné překližky, je pokryta rýhovanou gumou a umělou hmotou (pod sedadly). V pravé bočnici se nacházejí čtvery čtyřkřídlé skládací dveře. Elektrická výzbroj odpovídá výzbroji z trolejbusu 14Tr, na rozdíl od něj byly vozy S 200 vybaveny dvěma sériovými trakčními motory typu 6 AI 2943 Rn (každý o trvalém výkonu 100 kW) s vlastním chlazením.
V průběhu provozu docházelo k řadě menších či větších problémů a provozovatelé se potýkali s nedostatkem náhradních dílů. Jedním z problémů bylo praskání trolejbusu v kloubu, protože původně autobusová karoserie nezvládala zatížení druhého motoru a soustrojí kompresoru. Častým problémem byla i porucha diferenciálů, které byly důsledkem hrubého podcenění neporovnatelně tvrdšího záběrového momentu trakčního motoru při rozjezdu a zejména účinku krouticího momentu v režimu elektrické brzdy. Na takové namáhání nebyl diferenciál autobusu dimenzován. V provozu se tyto poruchy projevovaly výpadkem až několika Sanosů najednou.

## Prototypy
První dva vozy S 200 byly vyrobeny v roce 1982. První prototyp byl po zkouškách u výrobce předán do Bělehradu, kde byl ve zkušebním provozu. V roce 1986 byl předán do Sarajeva, kde obdržel evidenční číslo 520. Vůz byl pravděpodobně zničen za občanské války v 1. polovině 90. let 20. století. Druhý prototyp byl dodán do Gottwaldova (nyní Zlína) ještě v roce 1982. Nedostal se ale do provozu s cestujícími, nýbrž byl intenzivně zkoušen na meziměstské trati do Otrokovic. Následně vykonal několik zkoušek u výrobce a už definitivně byl dodán do Gottwaldova v roce 1983. Obdržel zde evidenční číslo 70, se kterým jezdil do roku 1990. Tehdy byl přečíslován na číslo 301. Vyřazen byl v roce 1994, poté byl předán do brněnského Technického muzea. Od roku 2008 byl odstaven kvůli špatnému technickému stavu. V letech 2019–2024 byl renovován v Dopravní společnosti Zlín-Otrokovice do původního stavu s č. 70.

## Dodávky trolejbusů
V letech 1982 až 1987 bylo vyrobeno celkem 77 vozů Škoda-Sanos S 200.
| Současný stát       | Město             | Článek | Roky dodávek | Počet vozů | Evidenční čísla při dodání | Poznámky                   | Zdroj        |
| ------------------- | ----------------- | ------ | ------------ | ---------- | -------------------------- | -------------------------- | ------------ |
| Bosna a Hercegovina | Sarajevo          | článek | 1983–1987    | 21         | 500–522                    | čísla 505 a 520 neobsazena | [ 6 ]        |
| Česko               | Ostrava           | článek | 1986         | 2          | 3501, 3502                 |                            | [ 7 ] [ 8 ]  |
| Česko               | Zlín – Otrokovice | článek | 1982–1987    | 29         | viz přehled                | 70 – druhý prototyp        | [ 9 ] [ 10 ] |
| Rusko               | Moskva            | článek | 1986         | 1          | 0007                       | původně určen pro Skopje   | [ 9 ]        |
| Slovensko           | Bratislava        | článek | 1985         | 20         | 6501–6520                  |                            | [ 7 ] [ 1 ]  |
| Slovensko           | Prešov            | článek | 1986         | 3          | 66–68                      |                            | [ 7 ] [ 2 ]  |
| Srbsko              | Bělehrad          | článek | 1982         | 1          | ?                          | první prototyp             | [ 6 ] [ 11 ] |

Čísla vozů
- Zlín – Otrokovice: 21, 23, 27–33, 36, 38–40, 59–61, 64, 67, 70–80.

Na území bývalého Československa dojezdil poslední vůz S 200 v roce 2001. Byl to zlínský trolejbus ev. č. 329, který je zachován jako historický v Pardubicích.

## Historické vozy
| Původní provoz    | Evidenční číslo | Současný majitel | Typ         | Rok výroby | Historický od roku | Poznámka           | Zdroj        |
| ----------------- | --------------- | ---------------- | ----------- | ---------- | ------------------ | ------------------ | ------------ |
| Bratislava        | 6505            | DP Bratislava    | Sanos S 200 | 1984       | 1999               | 2008–2019 renovace | [ 12 ]       |
| Zlín a Otrokovice | 70              | TMB              | Sanos S 200 | 1982       | 1994               | 2019–2024 renovace | [ 3 ] [ 13 ] |
| Zlín a Otrokovice | 329             | PSHŽD            | Sanos S 200 | 1987       | 2003               |                    | [ 14 ]       |